# اینجا شما را ترک می‌کنم
اینجا شما را ترک می‌کنم (انگلیسی: This Is Where I Leave You) فیلمی در ژانر کمدی و کمدی-درام به کارگردانی شاون لوی است که در سال ۲۰۱۴ منتشر شد.

## بازیگران
- ابیگیل اسپنسر
- آدام درایور
- کانی بریتون
- کوری استول
- دکس شپارد
- دبرا مانک
- جین فوندا
- جیسون بیتمن
- کاترین هان
- رز بیرن
- تیموتی اولیفانت
- تینا فی
- آرون لازار